# Albert Roure
 (mai 2021).
Si vous disposez d'ouvrages ou d'articles de référence ou si vous connaissez des sites web de qualité traitant du thème abordé ici, merci de compléter l'article en donnant les références utiles à sa vérifiabilité et en les liant à la section « Notes et références ».
 (mai 2021).
La mise en forme du texte ne suit pas les recommandations de Wikipédia : il faut le « wikifier ».
Les points d'amélioration suivants sont les cas les plus fréquents. Le détail des points à revoir est peut-être précisé sur la page de discussion.
- Les titres sont pré-formatés par le logiciel. Ils ne sont ni en capitales, ni en gras.
- Le texte ne doit pas être écrit en capitales (les noms de famille non plus), ni en gras, ni en italique, ni en « petit »…
- Le gras n'est utilisé que pour surligner le titre de l'article dans l'introduction, une seule fois.
- L'italique est rarement utilisé : mots en langue étrangère, titres d'œuvres, noms de bateaux, etc.
- Les citations ne sont pas en italique mais en corps de texte normal. Elles sont entourées par des guillemets français : « et ».
- Les listes à puces sont à éviter, des paragraphes rédigés étant largement préférés. Les tableaux sont à réserver à la présentation de données structurées (résultats, etc.).
- Les appels de note de bas de page (petits chiffres en exposant, introduits par l'outil «  Source ») sont à placer entre la fin de phrase et le point final[comme ça].
- Les liens internes (vers d'autres articles de Wikipédia) sont à choisir avec parcimonie. Créez des liens vers des articles approfondissant le sujet. Les termes génériques sans rapport avec le sujet sont à éviter, ainsi que les répétitions de liens vers un même terme.
- Les liens externes sont à placer uniquement dans une section « Liens externes », à la fin de l'article. Ces liens sont à choisir avec parcimonie suivant les règles définies. Si un lien sert de source à l'article, son insertion dans le texte est à faire par les notes de bas de page.
- La présentation des références doit suivre les conventions bibliographiques. Il est recommandé d'utiliser les modèles {{Ouvrage}}, {{Chapitre}}, {{Article}}, {{Lien web}} et/ou {{Bibliographie}}. Le mode d'édition visuel peut mettre en forme automatiquement les références.
- Insérer une infobox (cadre d'informations à droite) n'est pas obligatoire pour parachever la mise en page.

Pour une aide détaillée, merci de consulter Aide:Wikification.
Si vous pensez que ces points ont été résolus, vous pouvez retirer ce bandeau et améliorer la mise en forme d'un autre article.
Pour les articles homonymes, voir Roure.
Albert Antoine Roure, né à Dijon le 26 février 1869 et mort à Paris 16e le 8 janvier 1969 à l'âge de quatre-vingt dix-neuf ans est un général français de l'entre-deux-guerres. Il est le fils d'Adolphe Roure, payeur au chemin de fer SNCF et de Jeanne Fauconet.

## Carrière militaire
Colonel dans l'artillerie pendant la Grande Guerre, il est blessé au front par un éclat d'obus et laissé pour mort entre les lignes. C'est un aumônier militaire qui le sauve de la mort en traversant le no man's land, le portant sur son dos. Nommé général de brigade en 1924 puis général de division,en 1928, il commande en fin de carrière l'artillerie de la Région de Paris. Il est Commandeur de la Légion d’Honneur,. 

## Faits d'armes
- Bataille de la Marne
- Bataille des Dardanelles
- Bataille de Verdun (1917)

## Famille
Albert Roure nait dans une famille modeste bourguignonne à Dijon en 1869. De son mariage avec Angèle Beaurain, dont la grand-mère paternelle, née Dessaix, est la cousine du général d'Empire et homme politique français Joseph Marie Dessaix, il a cinq filles et trois fils. 
L'un de ses fils, Jacques Roure, est commandant dans l'Armée de l'air. Un autre, Jean-Noël, entre dans la Résistance et prend le maquis. Un troisième, George Roure est administrateur des Eaux et Forêts d'Afrique-Occidentale française. Une de ses fille, Geneviève fait partie des infirmières pilotes secouristes de l'air puis devient convoyeuse de l'air,  en Indochine et en Afrique. Elle trouve la mort le 12 juillet 1951 à Gao alors qu'elle tente de sauver les passagers d'un Douglas C-47 Skytrain en feu.

## Distinctions
- Commandeur de la Légion d'honneur par décret du 6 juillet 1929[6] ;
- Croix de guerre 1914–1918 [réf. nécessaire] ;
- Croix du combattant[réf. nécessaire] ;
- Médaille coloniale[réf. nécessaire] ;
- Médaille interalliée de la Victoire[réf. nécessaire] ;
- Médaille commémorative de la guerre 1914–1918[réf. nécessaire] ;
- Insigne des blessés militaires [réf. nécessaire].